# Dècada del 580 aC

## Esdeveniments
- 587 aC - Destrucció del Temple de Jerusalem per Nabucodonosor II, rei de Babilònia.
- 585 aC - Ocorre un eclipsi solar, tal com havia predit Tales. Aquesta és una data cardinal per la que es poden calcular altres dates.
- 580 aC - Fundació de la colònia grega d'Empúries.

## Personatges importants
- Neix Pitàgores filosof i matemàtic grec de l'any 582 aC.
- Neix Anaxímenes de Milet, filòsof grec de l'any 585 aC.